# Vijon
Vijon és un municipi francès, situat al departament de l'Indre i a la regió de Centre – Vall del Loira. L'any 2007 tenia 312 habitants.

## Demografia

### Població
El 2007 la població de fet de Vijon era de 312 persones. Hi havia 154 famílies, de les quals 57 eren unipersonals (45 homes vivint sols i 12 dones vivint soles), 61 parelles sense fills, 28 parelles amb fills i 8 famílies monoparentals amb fills.
La població ha evolucionat segons el següent gràfic:
Habitants censats

### Habitatges
El 2007 hi havia 303 habitatges, 159 eren l'habitatge principal de la família, 59 eren segones residències i 84 estaven desocupats. 297 eren cases i 3 eren apartaments. Dels 159 habitatges principals, 138 estaven ocupats pels seus propietaris, 16 estaven llogats i ocupats pels llogaters i 5 estaven cedits a títol gratuït; 5 tenien una cambra, 16 en tenien dues, 43 en tenien tres, 39 en tenien quatre i 57 en tenien cinc o més. 112 habitatges disposaven pel capbaix d'una plaça de pàrquing. A 78 habitatges hi havia un automòbil i a 56 n'hi havia dos o més.

### Piràmide de població
La piràmide de població per edats i sexe el 2009 era:
| Homes | Edats   | Dones |
| ----- | ------- | ----- |
| 0     | 95 o +  | 0     |
| 0     | 90 a 94 | 4     |
| 8     | 85 a 89 | 4     |
| 8     | 80 a 84 | 16    |
| 8     | 75 a 79 | 20    |
| 16    | 70 a 74 | 4     |
| 24    | 65 a 69 | 12    |
| 20    | 60 a 64 | 8     |
| 16    | 55 a 59 | 8     |
| 4     | 50 a 54 | 12    |
| 12    | 45 a 49 | 8     |
| 4     | 40 a 44 | 4     |
| 16    | 35 a 39 | 12    |
| 8     | 30 a 34 | 12    |
| 4     | 25 a 29 | 4     |
| 4     | 20 a 24 | 4     |
| 4     | 15 a 19 | 0     |
| 8     | 10 a 14 | 4     |
| 0     | 5 a 9   | 16    |
| 4     | 0 a 4   | 4     |

## Economia
El 2007 la població en edat de treballar era de 178 persones, 116 eren actives i 62 eren inactives. De les 116 persones actives 107 estaven ocupades (67 homes i 40 dones) i 9 estaven aturades (3 homes i 6 dones). De les 62 persones inactives 45 estaven jubilades, 10 estaven estudiant i 7 estaven classificades com a «altres inactius».

### Ingressos
El 2009 a Vijon hi havia 147 unitats fiscals que integraven 296 persones, la mediana anual d'ingressos fiscals per persona era de 13.942,5 €.

### Activitats econòmiques
Dels 8 establiments que hi havia el 2007, 1 era d'una empresa de fabricació d'altres productes industrials, 2 d'empreses de construcció, 3 d'empreses de comerç i reparació d'automòbils, 1 d'una empresa d'informació i comunicació i 1 d'una empresa classificada com a «altres activitats de serveis».
L'únic servei als particulars que hi havia el 2009 era un guixaire pintor.
L'únic establiment comercial que hi havia el 2009 era una botiga de menys de 120 m².
L'any 2000 a Vijon hi havia 36 explotacions agrícoles que ocupaven un total de 1.782 hectàrees.

## Equipaments sanitaris i escolars
El 2009 hi havia una escola elemental integrada dins d'un grup escolar amb les comunes properes formant una escola dispersa.

## Poblacions més properes
El següent diagrama mostra les poblacions més properes.